# Re-Traced
Re-Traced è il primo EP del gruppo musicale statunitense Cynic, pubblicato il 17 maggio 2010 dalla Season of Mist.

## Descrizione
Il disco contiene quattro rivisitazioni di altrettanti brani originariamente tratti dal secondo album Traced in Air e l'inedito Wheel Within Wheels. Riguardo alla realizzazione dell'EP, il frontman Paul Masvidal ha dichiarato:

## Tracce
1. Space – 5:14
2. Evolutionary – 4:25
3. King – 4:54
4. Integral – 3:51
5. Wheels Within Wheels – 4:44

## Formazione
Gruppo
- Paul Masvidal – voce, chitarra, tastiera
- Tymon – chitarra
- Sean Reinert – batteria, percussioni
- Robin Zielhorst – basso

Altri musicisti
- Amy Correia – armonie vocali aggiuntive (traccia 4)

Produzione
- Cynic – produzione, ingegneria del suono, missaggio
- Warren Ricker – missaggio aggiuntivo
- Maor Appelbaum – mastering
- Robert Venosa – copertina
- Travis Smith – grafica
- Darren Blackburn – fotografia